# Christian Jeanpierre
Pour les articles homonymes, voir Jeanpierre.
Christian Jeanpierre, né le 9 avril 1965 au Puy-en-Velay, est un journaliste, commentateur sportif et animateur de télévision français.
Il a notamment commenté de mai 2008 à mars 2016 sur TF1 les matchs de l'équipe de France de football aux côtés de Bixente Lizarazu et Arsène Wenger, et animé du 30 mars 2008 au 10 juin 2018 l’émission Téléfoot sur la même chaîne.
En 2021, il réalise le documentaire Invincible sur Arsène Wenger et l'épopée d'Arsenal en 2003. 
En 2022, il est nommé responsable des contenus pour New World TV, chaîne togolaise qui a acquis les droits de la Coupe du Monde 2022 pour toute l'Afrique francophone.

## Biographie

### Famille et études
Les grands-parents de Christian Jeanpierre étaient agriculteurs, et son père ingénieur et conseiller agricole. Il fait lui-même des études agricoles.
Il est cousin germain de Matthieu Pigasse, propriétaire de l'hebdomadaire Inrockuptibles et actionnaire du quotidien Le Monde, et de Nicolas Pigasse, ancien directeur de la rédaction du magazine people Public. Il est aussi le cousin de l'animateur de télévision Sylvain Augier.

### Carrière
Christian Jeanpierre intègre le groupe TF1 en 1988. Il est remarqué lors des Jeux olympiques d'hiver de 1992 à Albertville. En 1995, il est récompensé par le Micro d'Or du reportage sportif de l'année pour un reportage sur le golf dans un township de Soweto,. Il obtiendra un deuxième Micro d'Or UJSF pour un reportage sur Zinedine Zidane en 2009.
Il commente pour TF1 les coupes du monde de football de 1994 à 2018, les championnats d'Europe de football de 2004 à 2016 et la coupe du monde de football féminin 2019. Il commente également le rugby à XV lors des Coupes du monde de 1999 à 2019 (sauf celle de 2003 qui n'est pas diffusée sur TF1).
De 2006 à 2008, il anime également sur Europe 1 l'émission Europe Sport, du mardi au jeudi de 20 h à 22 h 30.
Le 30 mars 2008, il reprend l'animation de l'émission Téléfoot après le décès du journaliste Thierry Gilardi[réf. nécessaire] Il commente également les matches de l'équipe de France de football, en compagnie de Jean-Michel Larqué et Arsène Wenger, puis Bixente Lizarazu. À partir de janvier 2010, il coprésente avec Marion Jollès le programme court L'Affiche du jour et L'Affiche de la semaine sur TF1.
En novembre 2015, il sort son premier livre, intitulé 48 2/3, racontant les histoires et les vies des personnes l'ayant marqué (Kad Merad, Arsène Wenger ou le Comte de Bouderbala entre-autres), et préfacé par Jean-Jacques Goldman.
Fin mars 2016, la presse annonce qu'il est remplacé au poste de commentateur des matches de l'équipe de France de football par Grégoire Margotton à compter de l'Euro 2016 (10 juin-10 juillet),. Il commente son dernier match de l'équipe de France sur la chaîne avec le match amical France-Russie. Il conserve cependant la présentation de Téléfoot et commente des matchs de l'Euro 2016, de la Coupe du monde 2018 et de la Coupe du monde féminine 2019.
En juin 2018, il décide de quitter Téléfoot. Il présente sa dernière émission avec une interview d'Emmanuel Macron, avec en plateau la présence de Didier Deschamps et de Kylian Mbappé qui lui rendent un hommage en direct,.
En 2019, il est à l'origine de l'événement « Qu'en pensez-vous Arsène Wenger ? », la première master class d'un sportif sur la scène de l'Olympia à Paris.
Il commente la Coupe du monde de rugby 2019, dont les matchs du XV de France et la finale, avec Dimitri Yachvili.
En février 2020, la presse annonce que TF1 a décidé de ne pas conserver Christian Jeanpierre comme commentateur. L'information est confirmée le 6 mars 2020.  
En 2021, il réalise le documentaire Invincible sur Arsène Wenger et l'épopée d'Arsenal en 2003. L'oeuvre est primée au Rotterdam Sports film Festival où il décroche le Best Feature Lenght Award et remporte le prix du meilleur documentaire au Venice TV Awards Festival 2022.
En 2022, il est nommé responsable des contenus pour New World TV, chaîne togolaise qui a acquis les droits de la Coupe du Monde 2022 pour toute l'Afrique francophone. Il commente à nouveau l'Equipe de France le 22 septembre 2022 au Stade de France aux côtés d'Eric Di Meco.

### Engagements caritatifs
Christian Jeanpierre est membre d'honneur de l'Association européenne contre les leucodystrophies (ELA).
Il est également parrain de l'association Premiers de Cordée qui propose du sport à l'hôpital. L'association est entre autres parrainée par Kylian Mbappé, Nathalie Péchalat et Thierry Omeyer.[réf. souhaitée]
Depuis 2007, il organise un concert caritatif à l'Olympia avec son groupe Rockaway, dans lequel il est batteur. Depuis 2017, le concert est en faveur de Premiers de Cordée.[réf. souhaitée]
Il réalise également chaque année, depuis 2001, un reportage de 90 minutes sur les coulisses du spectacle des Enfoirés, diffusé sur TF1 et disponible sur les DVD de la soirée. Il est également chargé de la venue des sportifs sélectionnés pour les concerts.[réf. souhaitée]

## Résumé de ses activités à caractère artistique et médiatique

### Publications
- Christian Jeanpierre, 48 2/3, Les Arènes, 2015, 352 p.  (ISBN 978-2-35204-460-4) [présentation en ligne]
- Christian Jeanpierre et Bertrand Hourcade, Sorry, Good Game ! - Dico bilingue du rugby , Maison Du Dictionnaire/dicoland, 2019, 166  p.  (ISBN 2856083552) [présentation en ligne]
- Christian Jeanpierre (préf. Arsène Wenger), 2026, l'année où le football deviendra américain, Solar, 21 janvier 2021, 352 p., 14.1 x 2.4 x 21.5 cm (ISBN 978-2263173790)

### Filmographie
- 2004 : Coupe Du Monde Anthologie (DVD) : narrateur
- 2012 : Les Seigneurs d'Olivier Dahan
- 2014 : participation au clip de la chanson des Enfoirés : La Chanson du bénévole.
- 2016 : La Dream Team : lui-même
- 2022 : Arsène Wenger : Invincible, documentaire, avec Gabriel Clarke, Canal+.

### Jeux vidéo
Il est le commentateur du jeu EA Sports FIFA 11, FIFA 12, FIFA 13, FIFA 14, FIFA 15, FIFA 16, FIFA 17 et FIFA 18 aux côtés de Bixente Lizarazu -> C'est faux

### Commentateur sportif

#### Événements commentés
Christian Jeanpierre a commenté les événements sportifs suivants : 
- Coupe du monde de rugby à XV 1999 avec Bernard Laporte.
- Euro 2000 en Belgique et aux Pays-Bas avec Guy Roux.
- Coupe du monde de football 2002 au Japon et en Corée du Sud avec Guy Roux et Jean-Luc Arribart.
- Euro 2004 au Portugal avec Guy Roux.
- Coupe du monde de football 2006 en Allemagne avec Gérard Houllier.
- Coupe du monde de rugby à XV 2007 avec Éric Champ et Aubin Hueber.
- Euro 2008 en Autriche avec Jean-Michel Larqué et Arsène Wenger.
- Coupe du monde de football 2010 en Afrique du Sud, avec Jean-Michel Larqué et Arsène Wenger.
- Coupe du monde de rugby à XV 2011 en Nouvelle-Zélande, avec Thierry Lacroix et Christian Califano.
- Euro 2012 en Pologne et en Ukraine, avec Bixente Lizarazu et Arsène Wenger.
- Coupe du monde de football 2014 au Brésil, avec Bixente Lizarazu et Arsène Wenger.
- Coupe du monde de rugby à XV 2015 en Angleterre, avec Bernard Laporte et Christian Califano.
- Euro 2016 en France, avec Rudi Garcia.
- Coupe du monde de football 2018 en Russie, avec Rudi Garcia.
- Coupe du monde féminine de football 2019 en France, avec Sabrina Delannoy
- Coupe du monde de rugby à XV 2019 au Japon, avec Dimitri Yachvili et Christian Califano.

#### Distinctions
- 1995 : Micro d'or du reportage sportif de l'année[5].
- 2006 : prix du meilleur commentateur, décerné par Le Monde[réf. nécessaire]
- 2009 : Micro d'or pour le reportage sur Zinédine Zidane.[réf. nécessaire]
- 2010 : « Micro de plomb 2010 » décerné par les lecteurs du magazine Les Cahiers du football[21], une distinction ironique et humoristique qui récompense le pire commentateur de l'année.
- 2011 : Mag d'or 2011 du meilleur binôme de commentateurs de football décerné par L'Équipe magazine, pour son duo avec Bixente Lizarazu[22].
- 2018 : Micro d'or d'honneur, pour ses 30 ans à Téléfoot[23].